# Новий Бурець
Новий Бурець - село в Вятськополянському районі Кіровської області. Є єдиним населеним місцем Новобурецького сільського поселення.
Розташоване приблизно за 18 км на північний захід від міста Вятські Поляни.
Населення згідно перепису 2010 року становило 337 осіб.

## Історія
Із 1 січня 2006 року відповідно до Закону Кіровської області від 07.12.2004 № 284-ЗО село утворює Новобурецьке сільське поселення.